# تيكومة واقفة

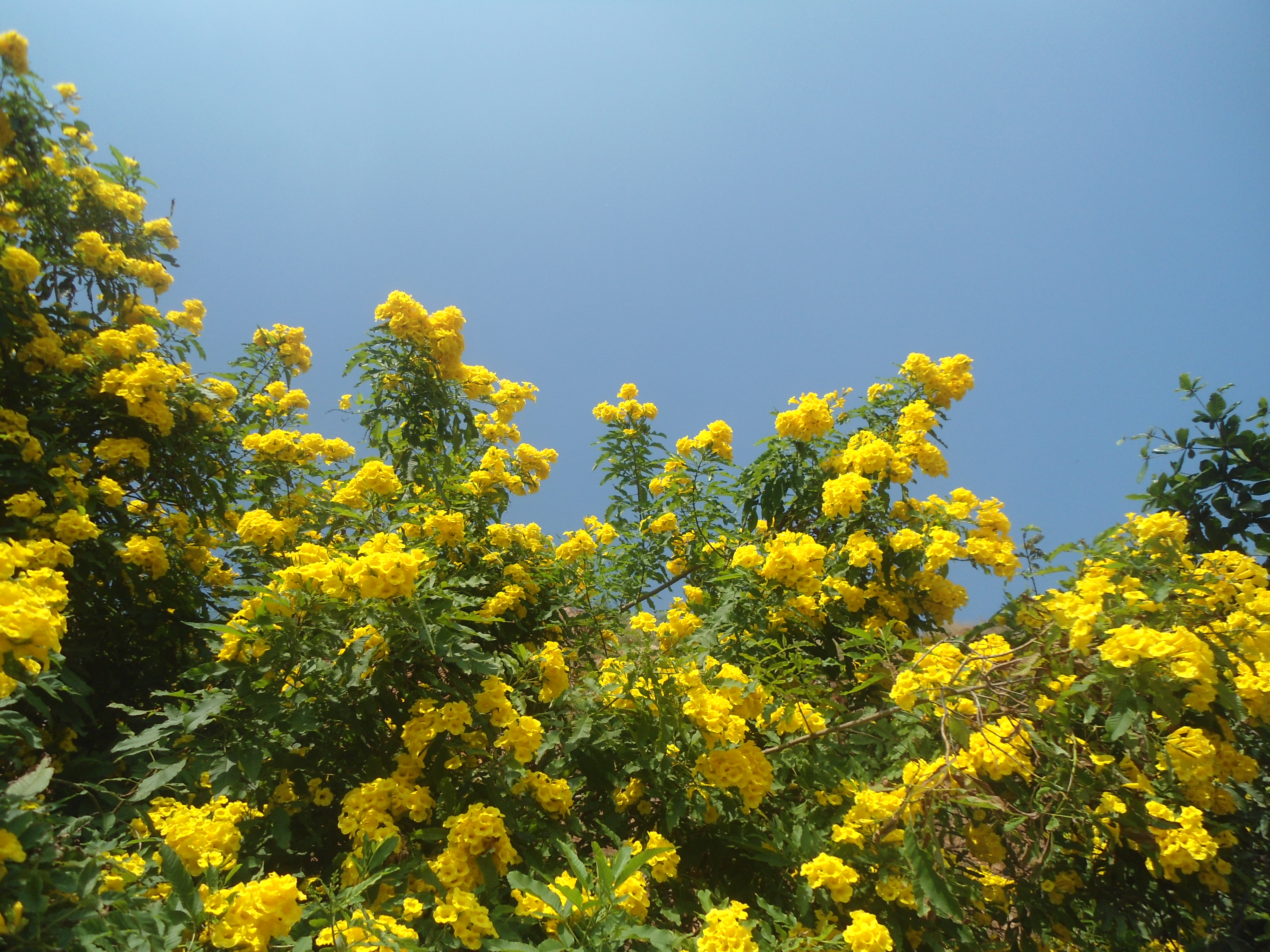

تيكومة واقفة أو تِكومة صفراء أو تيكوما (الاسم العلمي: Tecoma stans) هي نوع من النباتات يتبع جنس التيكومة من الفصيلة البنيونية. موطنها الأصلي القارة الأمريكية. وتعتبر شجرة البوق الصفراء الزهرة الرسمية لجزر فيرجن الأمريكية والرمز الزهري لجزر البهاما.

## وصف
تيكوما واقفة أو شجرة البوق الصفراء هي شجيرة أو شجرة صغيرة شبه دائمة الخضرة، يصل ارتفاعها إلى 10 أمتار. تتميز بأوراق خضراء متقابلة ريشية فردية الطاقم، تحتوي على 3 إلى 13 منشورًا مسننًا طول الواحدة منها 8 إلى 10 سم. المنشورات ناعمة الملمس على كلا الجانبين، ذات نصيل رمحِي الشكل بطول 2-10 سم وعرض 1-4 سم، مع قمة مدببة طويلة وقاعدة إسفينية الشكل.
أزهارها كبيرة وجذابة، على شكل بوق، لونها أصفر ذهبي، وتتجمع في عناقيد عند نهايات الأغصان. تكون البتلة من الزهرة على شكل جرس إلى قمع، ذات خمس فصوص، وغالبًا ما تكون ذات عروق حمراء في العنق ويبلغ طولها 3.5 إلى 8.5 سم. يزهر النبات من الربيع إلى الخريف ، ولكن بشكل أكثر غزارة من الربيع إلى الصيف.
ثمارها عبارة عن كبسولات ضيقة تنشأ من اثنين من المتاع، ويصل طولها إلى 25 سم. تحتوي الثمرة على العديد من البذور الصفراء ذات الأجنحة الغشائية، وعندما تنفتح الثمرة عند النضج ، تنتشر هذه البذور بواسطة الرياح (نشر البذور بالرياح). تجذب الأزهار النحل والفراشات والطنانين. بالإضافة إلى التكاثر الجنسي بالبذور، يمكن أيضًا إكثار شجرة البوق الصفراء بشكل غير جنسي عن طريق العقل. 

## موطن
يعتبر موطن شجرة البوق الصفراء الأصلي هو الأمريكتين حيث يمتد انتشارها من جنوب الولايات المتحدة عبر المكسيك وأمريكا الوسطى وجزر الأنتيل حتى شمال فنزويلا، ومن خلال سلسلة جبال الأنديز إلى شمال الأرجنتين. كما تم إدخالها إلى جنوب إفريقيا والهند وهاواي. تبقى شجرة البوق الصفراء دائمة الخضرة في المناطق الرطبة والدافئة، لكنها تتساقط الأوراق في المناطق المعتدلة أكثر والتي تشهد موسم جاف واضح.
تعتبر شجرة البوق الصفراء من النباتات العشوائية وهي تستعمر بسهولة الأراضي المضطربة (الأراضي التي فقدت غطاءها النباتي أو تعرضت لتغييرات بيئية جذرية، مما يجعلها بيئة مناسبة لاستعمارها من قبل نباتات مثل شجرة البوق الصفراء) والصخرية والرملية والمزالة للأشجار، وفي بعض الأحيان تتحول إلى حشائش غازية. تزدهر في مجموعة واسعة من النظم البيئية، من غابات المناطق المرتفعة المعتدلة والغابات الاستوائية المتساقطة الأوراق ودائمة الخضرة، إلى الشجيرات الجافة والمناطق الساحلية المدارية الرطبة. تستعمر بسرعة الحقول المضطربة والصخرية والرملية والمزالة للأشجار. يفضل هذا النوع المناطق الجافة والمشرقة على الساحل.